# Шахово (Курська область)
Шахово (рос. Шахово) — село в Фатезькому районі Курської області Російської Федерації.
Населення становить 18 осіб. Входить до складу муніципального утворення Солдатська сільрада.

## Історія
Населений пункт розташований на території українського етнічного та культурного краю Східна Слобожанщина.
Від 2004 року входить до складу муніципального утворення Солдатська сільрада.

## Населення
| 1862 | 1905 | 1979 | 1989 | 2002 | 2010 |
| ---- | ---- | ---- | ---- | ---- | ---- |
| 593  | ↗616 | ↘135 | ↘83  | ↘45  | ↘18  |